# Lutverci
Lutverci (Duits: Leitersdorf) is een plaats in Slovenië en maakt deel uit van de gemeente Apače in de NUTS-3-regio Pomurska. De plaats telde 365 inwoners op 1 januari 2020.